# Jacques Mallet du Pan
Jacques Mallet du Pan, född 5 november 1749 i Céligny, död 10 maj 1800 i Richmond var en franskspråkig publicist.
Han fick 1772 genom Voltaire en professur i Kassel, kastade sig snart in i tidskriftsföretag och utgav i Paris 1784–1792 (sedan 1788 som bihang till Mercure de France) Journal historique et politique, vilken under franska revolutionen förfäktade det konstitutionella kungadömets intressen. Våren 1792 for Mallet du Pan till Tyskland med uppdrag att söka förmå tyska furstar till en intervention för att rädda Ludvig XVI. Därefter vistades han växelvis i Geneve, Bryssel, Basel samt London, där han 1798 uppsatte Mercure britannique. Mallet du Pan var anhängare av den brittiska författningen.
Mallet du Pan är känd för att ha myntat uttrycket "revolutionen äter sina barn" i en essä från 1793, där han jämförde franska revolutionen med grekisk-romerska myten "Saturnus slukar sin son".